# Dog Years
Dog Years é o terceiro álbum da banda texana de blues-rock Storyville. O álbum foi lançado no dia 16 de Junho de 1998, com o selo Atlantic Record's.

## Faixas
1. Enough - 4:24
2. Searching Understone - 4:03
3. Don't Make Me Suffer - 5:25
4. Who's Left Standing - 4:19
5. Two People - 5:18
6. Born Without You - 3:34
7. Talk to Me - 5:45
8. Keep a Handle on It - 3:52
9. There's a Light - 4:36
10. Fairplay - 5:36
11. It Ain't No Fun to Me - 4:08
12. Luck (One More Time) - 4:58

## Créditos
- Malford Milligan – vocais
- David Grissom – guitarras/back-vocal
- David Holt - guitarras/back-vocal
- Tommy Shannon – baixo
- Chris Layton – baterias

## Desempenho nas Paradas Musicais

### Álbum
| Ano  | Paradas Musicais | Desempenho |
| ---- | ---------------- | ---------- |
| 1996 | Heatseekers      | #47        |

### Músicas
| Ano  | Música           | Paradas Musicais | Desempenho |
| ---- | ---------------- | ---------------- | ---------- |
| 1996 | Born Without You | Mainstream Rock  | #28        |